# 제57회 베를린 국제 영화제
제57회 베를린 국제 영화제는 2007년 2월 8일에 열린 시상식이다.

## 수상 및 후보

### 황금곰상
- 투야의 결혼 - 왕취엔안 수상

### 은곰상:심사위원대상
- 타인 - 아리엘 로테르 수상

### 은곰상:심사위원상
- 픽-업 - 마뉴엘 샤피라 수상
- 메이 - 진준림 수상

### 은곰상:감독상
- 보포트 - 요세프 세다르 수상

### 은곰상:여자연기자상
- 옐라 - 니나 호스 수상

### 은곰상:남자연기자상
- 타인 - 줄리오 차베즈 수상

### 은곰상:예술공헌상
- 굿 셰퍼드 - 전체 출연자 수상

### 황금곰상:단편영화상
- 콘택트 - 한로 스미츠만 수상

### 은곰상:영화음악상
- 할람 포 - 데이빗 맥킨지 수상

### 은곰상:알프레드 바우어상
- 싸이보그지만 괜찮아 - 박찬욱 수상

### 베를린카메라상
- 클린트 이스트우드 수상
- Gianni Mina 수상
- 마르타 메자로스 수상
- Ron Holloway, Dorothea Moritz 수상

### Deutsches Kinderhilfswerk:대상
- 여름연가 - 야스민 아흐마드 수상

### Deutsches Kinderhilfswerk:특별상
- 게닝 그라운 - 마크 브루먼드 수상

### Deutsches Kinderhilfswerk상:특별언급
- 나의 유령 친구 - 송요스 수그마카난 수상
- 남동생이 생겼어요 - 에스벤 토프트 야콥슨 수상

### DAAD 단편영화상
- 마이 마더 런스 시네마 - 네시미 예틱 수상

### UIP베를린상
- 로튼 애플 - 라릿자 페트로바 수상